# Mobile Suit Gundam: Char’s Counterattack
Mobile Suit Gundam: Char's Counterattack (яп. 機動戦士ガンダム 逆襲のシャア кидо: сэнси гандаму гякусю: но ся:, «Мобильный воин Гандам: Ответный удар Чара»), сокращённо CCA — романы, написанные Ёсиюки Томино в 1987—1988 годах и снятый по ним полнометражный анимационный фильм; часть научно-фантастической серии Gundam.
Анимационный фильм, созданный на студии Sunrise по мотивам обоих романов, был показан в кинотеатрах 12 марта 1988 года. Согласно опросу, проведенному в 2007 году Агентством по делам культуры, Char’s Counterattack находится в числе 50 лучших аниме всех времён. Хелен Маккарти рекомендует этот фильм в книге «500 важнейших аниме», называя его одним из своих любимых. В Char’s Counterattack впервые в серии Gundam была использована компьютерная графика.
Действие происходит в 0093 год Вселенского века. В книге описывается кульминация противостояния героев Амуро Рэя и Чара Азнабля, чья борьба началась с оригинального сериала Mobile Suit Gundam и продолжилась в Mobile Suit Zeta Gundam.
В 2019 году Char’s Counterattack был показан в японских кинотеатрах c 4DX в рамках Gundam Video New Experience Tour на 40-летие франшизы, а в 2021 году c Dolby Cinema в ознаменование выставки «Мир Ёсиюки Томино».

## Сюжет
В марте 0093 года Вселенского века, после пяти лет в бегах, Чар Азнабль возвращается, чтобы снова вести Зион к победе над Федерацией Земли. По его указке, Зион сбрасывает астероид Пятая Луна на штаб Федерации в Тибете. Он также планирует отправить на Землю астероид Аксис.
Однако Федерация создает отряд «Лондо Белл» (яп. ロンド・ベル рондо бэру), туда назначают ветеранов Однолетней войны Брайта Ноа и Амуро Рэя, которому Чар хочет отомстить за гибель Лалы Сун, произошедшую в Mobile Suit Gundam. Вокруг Аксиса разворачивается сражение. Лондо Белл пытается остановить Чара до того, как астероид войдёт в земную атмосферу.

## Публикация
Ёсиюки Томино написал два романа. Первый Mobile Suit Gundam: High Streamer (яп. 機動戦士ガンダム ハイ・ストリーマー кидо: сэнси гандаму хай сутори:ма:, букв. «Мобильный воин Гандам: Высокая лента») публиковался по главам в журнале Animage издательства Tokuma Shoten в 1987—1988 годах. Затем при публикации в издательстве название было изменено на «Мобильный воин Гандам: Ответный удар Чара». Когда Tokuma Shoten переиздавала книгу в 2002 году, компания снова вернула название «Высокая лента».
Второй роман носит название Mobile Suit Gundam: Char’s Counterattack — Beltorchika’s Children (яп. 機動戦士ガンダム 逆襲のシャア ベルトーチカ・チルドレン кидо: сэнси гандаму гякусю: но ся: бэруто:тика сирудорэн, «Мобильный воин Гандам: Ответный удар Чара — Дети Белточки»; имеется в виду Белточка Ирма, персонаж Mobile Suit Zeta Gundam). Единственный том вышел в издательстве Kadokawa Shoten в 1988 году. В 2014 году была адаптирована в мангу для журнала Gundam Ace. К 2018 году выпущено 7 томов.
В 2022 году Bandai Namco Filmworks объявила о выпуске сборника Mobile Suit Gundam: Char’s Counterattack Official Complete Works -Beyond the Time-, куда вошли полное описание фильма на 384 страницы, раскадровки Ёсиюки Томино в двух книгах по 416 страниц, а также дизайн мех и персонажей, эскизы, неизданные черновики Мамору Нагано и иллюстрации Ютаки Издубути.
В 2023 году официально издаётся додзинси Mobile Suit Gundam: Char's Counterattack Fun Club 1993 года под редакцией Хидэаки Анно. Туда вошли новое предисловие, интервью с создателями (Ёсиюки Томино, Хироюки Китадзумэ, Ютака Идзубути, Кэндзи Утида), иллюстрации и фотографии, представляющие интерес для поклонников.

## Производство и премьера
Char’s Counterattack стал последним фильмом во франшизе Gundam с участием постоянных персонажей, где Чар боролся с Амуро. Они были удалены из Gundam ZZ после того, как Ёсиюки Томино разрешили сделать экранизацию романа. В итоге получился типичный для режиссёра фильм с одной из лучших меха-битв, но также с раздражающей зрителей героиней (Квесс Парайя). Чара обвиняют в том, что он развязал войну, потому что его любимая Лала Сун предпочла Амуро — обычное явление в работах Томино, когда женщина из вражеского лагеря переходит на сторону героя и наоборот. Продюсер Кэндзи Утида заметил, что конец похож на завершение Densetsu Kyojin Ideon и Aura Battler Dunbine, это вполне естественно. Char’s Counterattack обладал улучшенным дизайном и плавной анимацией, что указывало на большой производственный бюджет, как и в Mobile Suit Gundam F91. Дизайнерами были Хироюки Китадзумэ, Ютака Идзубути, Хидэаки Анно и Коити Охата.
Идзубути разработал популярный RX-93 Nu Gundam, а также Sazabi и Nightingale. Но изначально меха-дизайном Char's Counterattack занимался Мамору Нагано, с ним хотел работать Томино. Однако спонсор посчитал, что аниме не будет успешным с Нагано, поэтому его сняли с проекта. Только производство уже началось, и нужно было в кратчайшие сроки найти замену. По результатам конкурса дизайнером выбрали Идзубути. До этого он работал над мобильными доспехами Нового Зиона в Gundam ZZ. Сериал намеревались закончить, потом продолжили, Идзубути забросил свой проект и разозлился, направив гнев на боевых роботов. В Char's Counterattack ему доверили и меха Федерации. Проблема заключалась в недостатке времени — не было даже месяца, как и в Panzer World Galient. Идзубути описывает свою работу как ускоренную выбросом адреналина. Несмотря на просьбу, продюсер Кэндзи Утида не показал ему оригинальный дизайн Нагано. При лучших условиях Идзубути мог переосмыслить наработки и сделать иначе. Первым он создал Sazabi, чтобы успеть к производству анимации, прототип уже находился в раскадровках Томино. Поначалу его собирались назвать Zanac, но не имели прав на товарный знак. Дизайнер почувствовал дискомфорт из-за сцены, где персонаж выходит в открытый космос, но оказалось, что режиссёр сделал это намеренно, зная об исследованиях НАСА. Чудо в конце фильма повторяет силу Идэ из Ideon.
В интервью, опубликованном в Char's Counterattack Fan Club, Томино заявил, что сожалеет о многом, особенно насчёт конца фильма. Это горькое воспоминание для режиссёра. Когда начался показ в кинотеатрах, оставалось только смириться. Анно добавил, что Char's Counterattack не получил значительного освещения в аниме-журналах и было выпущено мало печатной продукции. Реакция оказалась тихой, большинство людей не приняло фильм, зрители отзывались, что было непросто понять и нелегко смотреть. Томино расстроился. С учётом обстоятельств, Хироюки Ямага, Ютака Идзубути и Хидэаки Анно создали фан-клуб. Томино считал, что написание художественной литературы важнее и подумал, что неплохо бы выделить чувственные моменты: «могут ли Чар и Амуро быть геями?» и сделать такой конец, но если аудитория неспособна уловить посыл, тогда всё бесполезно. Анно хотел видеть отношения между Чаром и Нанаи, поскольку данное аниме заставляет думать о сексе. Томино боролся с аниматорами, которые пытались изобразить подобные сцены. Например, Ёсикадзу Ясухико рисовал красивые эротические картинки, но не признавался в том, что он извращенец. Что касается женщин в Gundam, то они предают с мужской точки зрения, но на самом деле уходят от одного к другому, потому что думают: «так жить нельзя», «мне это не нравится», «ты не идеальный сексуальный партнёр для меня». Нанаи присутствовала, чтобы удовлетворять Чара. Но во сне он шепчет имя Лалы Сун. Квесс была создана как технический персонаж, антитеза лоликону. Томино допускает, что придумал её в качестве ответа на девушек из фильмов Миядзаки. Квесс и Эльпи Пл одинаковы, разве что первая пытается вести себя по-взрослому, а вторая честнее. Создатель ожидал, что актрисы озвучивания смогут показать сексуальную взаимность с мужчинами.
В 2019 году на конвенте Anime NYC, где проводился «День Гандама», Томино ответил на вопросы насчёт Char’s Counterattack: «Не удивлён, что это стало популярным 20 лет назад в США, поскольку могу сказать другим: „Видите, я был прав!“». Он не стал изображать счастливый конец, потому что в реальной жизни такого не бывает. По поводу главных героев: «Я оставил решение о судьбе Чара и Амуро другим, так как не работал с Gundam с момента Turn A». В 2021 году Томино выразил сожаление по поводу отсутствия Ёсикадзу Ясухико в фильме. Это одна из причин, почему он редко хвалит собственную работу. Чар вышел другим, любить его не получается. Томино долго думал, каким должен быть мужчина, который нравился бы женщинам, и в итоге оценил результаты своих размышлений в фильме на 55. Кроме того, люди говорят, что им пришлись по душе образы повзрослевших Амуро и Чара, а не рисунки Ясухико. Режиссёр извинился перед старыми фанатами и отказался рекомендовать Char's Counterattack новичкам. После выхода фильма окружающие ненавидели Томино, однако даже спустя 30 лет у произведения существуют поклонники.
16 марта 2024 года при обсуждении показа фильма в рамках Международного фестиваля анимационных фильмов в Ниигате Идзубути сказал, что произведение реконструирует Чара. Для Томино Кваттро Баджина был неудачей, хотя в основе являлся хорошим человеком; история могла бы развиваться лучше, останься он вместе с Амуро и остальными. Некоторые люди возражают данному мнению, но дизайнер считает, что Чар — психопат. Он эгоистичен, не остановится ни перед чем, чтобы добиться своего, лишён сочувствия и всегда лжёт. Подобное обращение касается и женщин, и подчинённых. Томино ответил, что впервые слышит такое, но это правда. Когда создавался диалог между Чаром и Амуро в финальной сцене, режиссёр испытывал отвращение, на самом деле ему не хотелось, чтобы всё было именно так, однако не хватило времени. «Ничего не могу поделать», — произнёс Томино, заканчивая работу. Кроме того, Идзубути полагает, что первый Gundam ясно подвёл итог ньютайпам. Между тем, в сиквеле эффект резонанса не объяснялся. Возможно, режиссёр хотел изобразить несовершенного человека в фильме. Томино подчеркнул, что психофрейм (технология, впервые упоминавшаяся в Char’s Counterattack, способная преобразовывать нервно-мозговые волны в машинный код, благодаря чему пилот-ньютайп объединяется с мобильным доспехом и управляет им силой мысли) стал логическим приёмом, выразительным средством, но реализация доставляла проблемы (нарисованный кадр не нравился, но если не сделать, то не будет драмы). Это напомнило о дискомфорте, когда пришлось вырезать собственные раскадровки. Тем не менее Идзубути заметил, что Томино хорошо проявил себя в раскадровке и монтаже. Он обрезает, пока персонаж говорит, оставляя начало следующей строки диалога. Напротив, Хидэаки Анно говорил, что навыки монтажа у режиссёра плохие. Томино повторил фразу и вызвал громкий смех в зале. Снова посмотрев Char’s Counterattack, он был очень удивлён хорошим качеством первых трёх-четырёх минут.

## Роли озвучивали
- Тору Фуруя — Амуро Рэй
- Сюити Икэда — Чар Азнабль
- Хиротака Судзуоки — Брайт Ноа
- Ёсико Сакакибара — Нанаи Мигель
- Фуюми Сираиси — Мирай Ясима
- Мария Кавамура — Квесс Парайя
- Мицуки Яёи — Чен Аги
- Нодзому Сасаки — Хэтэуэй Ноа
- Коити Ямадэра — Гиней Гасс
- Кадзуэ Икура — Резин Шнайдер
- Синобу Адати — Кайра Су
- Кэйко Хан — Лала Сун
- Сюнсукэ Сима — Аденауэр Парайя
- Акира Мураяма — Камерон Блум
- Маюми Сё — Чеймин Ноа
- Сигэру Усияма — Октобер Саран
- Синго Хиромори — Астонайж Медоз
- Ясуо Мурамацу — Кайзес М. Байер
- Масару Икэда — Хорст Харнесс
- Унсё Исидзука — Меран

## Список томов
High Streamer (яп. ハイ・ストリーマー хай сутори:ма:)
| №  | Заглавие                                                       | Дата публикации    | ISBN               |
| -- | -------------------------------------------------------------- | ------------------ | ------------------ |
| 01 | Ответный удар Чара, часть 1 機動戦士ガンダム 逆襲のシャア (前) | 31 декабря 1987 г. | ISBN 9784196695707 |
| 02 | Ответный удар Чара, часть 2 機動戦士ガンダム 逆襲のシャア (中) | 29 февраля 1988 г. | ISBN 9784196695752 |
| 03 | Ответный удар Чара, часть 3 機動戦士ガンダム 逆襲のシャア (後) | 15 марта 1988 г.   | ISBN 9784196695783 |

Beltorchika's Children (яп. ベルトーチカ・チルドレン бэруто:тика сирудорэн)
| №  | Заглавие                                                                | Дата публикации    | ISBN               |
| -- | ----------------------------------------------------------------------- | ------------------ | ------------------ |
| 01 | Дети Бельторчики 機動戦士ガンダム 逆襲のシャア ベルトーチカ・チルドレン | 20 февраля 1988 г. | ISBN 9784044101091 |

## Выпуск на видео
Bandai выпустила Char’s Counterattack в Японии на VHS и LaserDisc в 1988 году. DVD появились в 2001 году. В США диски издала Bandai Entertainment в 2002 году. Формат — 1,85:1 (анаморфный), звук — Dolby Digital 5.1 и 2.0 (японский и английский с субтитрами). Цвет и контрастность превосходные. Возможно, нечёткость изображения связана с тем, что в некоторых сценах экономили на анимации. Улучшение краёв незначительное. Перевод на английский язык удовлетворительный, но критик советовал придерживаться оригинального озвучивания. Дополнительные материалы включали фильмографию Ёсиюки Томино, трейлеры Gundam Wing: Endless Waltz, Escaflowne и Jin-Roh, а также 12-страничный буклет Gundam Guide, содержавший информацию об основных сражениях и временную шкалу, рассказывавшую о том, что произошло за 15 лет между первой серией Mobile Suit Gundam и этим фильмом. Упаковка представляла собой футляр красного цвета с эмблемой Чара. Релиз получил оценку «рекомендовано». Следующий выпуск в регионе 1 состоялся в 2007 году, позже Bandai Entertainment прекратила существование. Эти DVD в 2012 году можно было найти на Amazon по разумной цене в отличие от раннего издания Special Edition.
В 2008 году фильм был издан Bandai Visual на Blu-ray в соотношении 1,78:1 (оригинал создан в 1,85:1) и со звуком LPCM 2.0. Новый тираж появился в 2011 и 2019 годах, во втором случае — на 40-летие франшизы и в рамках серии «Библиотека Гандама Вселенского века».
В 2016 году Blu-ray издала американская компания Right Stuf. Высокое разрешение 1080p выигрывает по сравнению с DVD, например, можно читать надписи на экране управления Гандама, рассматривать узор на кресле, когда Чар одет в велюровый халат как Хью Хефнер и заметить «глаза» наверху Jagd Doga Гинея Гасса. Примечательно, что есть артефакты, которые должны быть скрыты: в 1:30:55 минут фильма отчётливо видны призрачные мобильные доспехи. Предположительно, их хотели повторно использовать для другой сцены, но аниматорам пришлось удалить фон, чтобы соответствовать раскадровке. Положительный момент заключается в том, что тени персонажей указывают на несколько слоёв в кадре. Повышенное внимание к деталям говорит о трудоёмкой работе создателей. Дополнения включали японские трейлеры, а также 10-минутное рекламное видео. Выпуск оказался простым. Обозреватель Forbes хотел, чтобы в этом релизе использовалась первоначальная обложка Ёсиюки Такани с лазердиска, и хотя этого не произошло, стоит сказать спасибо за то, что фильм вообще получил релиз Blu-ray на Западе.
В 2019 году Anime Limited анонсировала коллекционное издание фильма на Blu-ray для Великобритании и Франции в кейсе, куда вошли диск, постер и 5 карточек. В 2020 году появилась обычная версия. Нидерландский институт классификации аудиовизуальной медиапродукции присвоил рейтинг 6, Австралийская аттестационная комиссия — PG.
В 2018 году Char’s Counterattack был выпущен в Японии на 4K Ultra HD Blu-ray с 2160p, HDR10 и звуком DTS-HD Master Audio 4.1. Томино заявил, что не контролировал процесс, так как полностью доверяет команде по реставрации Gundam и не считает цифровой ремастер своей работой. Поэтому он одобряет только восстановление. Оцифровка происходила с использованием 5K/16-битного сканирования. Это позволило обработать почти всю информацию с 35-мм плёнки и воспроизвести в высоком разрешении с цветовой гаммой BT.2020. Повышена детализация объектов, особенно в битве мобильных доспехов. Значительно улучшена видимость тёмных областей, которые ранее были скрыты и трудноразличимы (например, космос и звёзды). Цвета стали более насыщенными и яркими. Необходимо также обратить внимание на атаку ядерными ракетами астероида Аксис и зелёное свечение Psycho Frame. В 2020 году в продажу ограниченным тиражом поступил специальный комплект 4K Ultra HD + Blu-ray, фильм был представлен на двух дисках. Дополнения, помимо прочего, включали 100-страничную книгу материалов Char's Counterattack, а также интервью с Ёсиюки Томино, Хироюки Китадзумэ, Кэндзи Утидой, Сигэми Икэдой, Хидэтоси Омори, Мицуо Исо, Ёсинобу Инано, Ютакой Идзубути, Хидэаки Анно и другими.

## Музыка
| №   | Название                 | Длительность |
| --- | ------------------------ | ------------ |
| 1.  | «Main Title»             | 4:44         |
| 2.  | «Segment I Quess Paraya» | 3:31         |
| 3.  | «Segment II Neo Zeon»    | 4:00         |
| 4.  | «Segment III Sally»      | 2:38         |
| 5.  | «Segment IV Londo Bell»  | 3:10         |
| 6.  | «Segment V Swan»         | 3:39         |
| 7.  | «Segment VI νGundam»     | 4:30         |
| 8.  | «Segment VII Anxiety»    | 2:34         |
| 9.  | «Segment VIII Mission»   | 2:58         |
| 10. | «Segment IX Axis»        | 2:14         |
| 11. | «Segment X Sacrifice»    | 3:04         |
| 12. | «Segment XI Combat»      | 4:43         |
| 13. | «Segment XII Destiny»    | 3:07         |
| 14. | «Segment XIII Aurora»    | 2:42         |
| 15. | «Beyond the Time»        | 4:51         |

Завершающая композиция:
- «Beyond the Time» в исполнении группы TM Network, музыка — Тэцуя Комуро, слова — Мицуко Комуро[60].

В саундтреке композитор Сигэаки Саэгуса вернулся к оркестровому исполнению после синтезаторного Gundam ZZ. 
Сингл 1988 года с эндингом получил 4 место в чарте Oricon. Песня также вошла в альбом Carol -A Day In A Girl's Life 1991- и сборник Time Capsule all the singles.
В 1999 году вышел альбом 20th Anniversary Concert Symphonic Gundam 1979~1998, где композицию «Char’s Counterattack» исполнял Токийский филармонический оркестр (дирижёр — Кадзумаса Ватанабэ).
В 2009 году «Requiem» сыграл Лондонский симфонический оркестр (дирижёр — Гэвин Гринуэй, аранжировка — Тосихико Сахаси) в альбоме «Gundam 30th Anniversary Gundam Symphony».
В 2014 году Sony Music Entertainment Japan издала полную версию Char’s Counterattack на четырёх компакт-дисках, включая ранее не публиковавшийся материал.
В 2018 году «Beyond the Time» заняла 4 место из 10 лучших песен из аниме Gundam по итогам голосования на канале NHK.
В 2019 году «Beyond the Time» была включена в первую часть компиляции Mobile Suit Gundam 40th Anniversary Best Anime Mix. Тогда же Хироко Моригути (Хироми Ханамура) выпустила кавер-версию на диске Gundam Song Covers. 
В 2022 году песню исполнила Хироко Моригути вместе с TM Network для альбома Gundam Song Covers 3.
В 2023 году саундтрек выпущен Sony Music на грампластинке красного цвета в честь 35-летия фильма. Аналоговый ремастеринг осуществил Берни Грундман, в оформлении использованы иллюстрации Наоюки Като.

## Компьютерные игры
Char’s Counterattack неоднократно появлялся в известной серии Super Robot Wars, например, в частях Z (2008), X-Ω (2015), V (2017), X (2018), T (2019) и юбилейной 30 (2021), а кроме того, в Dynasty Warriors: Gundam, начиная со второй части, в сериях Gundam VS, SD Gundam G Generation и Gundam Evolution (2022).
Непосредственно фильму посвящены игра для PlayStation 1998 года, i-mode 2006 года для сайта Gundam type-A Bandai Networks и патинко Sankyo 2019 года.

## Критика
Журнал Paste дал Char's Counterattack 34 место в списке 100 лучших аниме-фильмов. 13 место в топ-20 лучших аниме Gundam по мнению читателей Otaku USA. В числе 24 лучших аниме Gundam на сайте CBR фильм занимает 11 позицию. В 2014 году сайт Akiba Souken разместил итоги опроса на самую популярную работу во франшизе Gundam с участием 3025 человек, где Char's Counterattack занял 1 место из 10. В 2018 году Char's Counterattack оказался на пятой позиции в номинации «лучшее аниме во вселенной Gundam» на канале NHK. В 2019 году Gundam.Info опубликовал результаты голосования «Любимая работа Gundam в постановке Томино», и фильм снова лидировал. 
В 2021 году вышел фильм Mobile Suit Gundam: Hathaway's Flash, также основанный на романе Ёсиюки Томино. Хэтэуэй Ноа был влюблён в Квесс Парайю, которая перешла на сторону Чара и погибла — её убила Чен Аги, пытавшаяся спасти жизнь парня. Это решающий момент в жизни Хэтэуэя и главный стимул его поступков. Хотя данное аниме намекает на прошлое, но прямо не объясняет, кем была Квесс и что с ней произошло. После Char's Counterattack Федерация усилила репрессии в колониях, что привело к созданию террористической организации Mafty и войне с правительством. Хэтэуэй явно любил Гиги Андалусию, но по сомнительной причине — в его глазах она была заново рождённой Квесс. Однако, при схожих взглядах на мир, Гиги всё равно другая, и молодой человек, примеряя на неё роль Квесс, становится глухим к тому, что она пытается сказать ему. Это печально и правдиво для того персонажа, на кого сильно повлияла потеря.  
Квесс оказывается в центре внимания и делает сюжет слабее. Она Мэри Сью, «лучшая из ньютайпов», талант без особых усилий, наивная и податливая. Пытаясь разобраться со взрослыми в своей жизни, девочка раскрывает «суперзлодейскую» сторону Чара, который пользуется её школьной влюблённостью, чтобы пожертвовать Квесс ради собственных идеалов. Он долгое время очаровывал людей внешностью, но теперь ему 33 года, а ей 13 лет, что, по мнению критика Anime News Network, не только морально предосудительно, но и неприятно. По крайней мере, Квесс оправдывает юность. Она пытается соблазнить сразу обоих героев — Амуро и Чара, над ними кружит призрак Лалы Сун, смерть которой ни один из них так и не пережил. Это приводит к напряжённой финальной битве в мобильных доспехах (Амуро сражается в стиле Макгайвера). Приходится бороться и с врагом, и со временем, и с гравитацией. Учитывая, что здесь классический проект Томино «Убей их всех», ни у кого нет надёжной защиты. Конец удовлетворительный, но счастливым его назвать нельзя, иначе могло получиться, если бы Квесс осталась с Хэтэуэем. Лучшая часть — философия и внутренний конфликт Чара, потерявшего любимого человека и видевшего в Земле чуму и диктатуру. Амуро Рэй более демократичен. По мнению Otaku USA, никто не хочет признавать ошибки своей молодости. Финал так же неоднозначен, как и в 1988 году. Поклонники Гандама спорят об этом десятилетиями. Некоторые не могут примириться с Чаром по сравнению с его действиями в Zeta Gundam, другие считают, что злодейство соответствует мотивам из трилогии фильмов. Большинство остальных споров касаются Квесс, ставшей одной из самых ненавидимых персонажей во всей франшизе.
DVD Talk полагает, что именно здесь Gundam начинает выдыхаться. Обозреватель задался вопросом, зачем нужно было снимать Char's Counterattack, если фильм ничего не добавляет к оригинальной мифологии? Сериал 1979 года уже показал, что Чар борется за свои идеалы, тогда как у Амуро их нет, а космические колонии хотят независимости от земного правительства, развивая собственную культуру и даже генетику. К минусам отнесены слабый сюжет, банальные и непонятные диалоги («Чар, почему ты хочешь уничтожить Землю?» — «Потому что человеческая душа отягощена гравитацией»), повтор старого материала и общая затянутость. Фанатам Gundam понравятся персонажи, несмотря на то, что они не получили развития. Проведя час у экрана, рецензент сделал перерыв на «Симпсонов». Хотя после 11 сентября 2001 года было тяжело смотреть, как ракеты обрушиваются на невинных людей. Среди плюсов отмечены последнее сражение и визуальные улучшения. 
Anime UK News поставил оценку 7 из 10 баллов. Из-за того, что фильм закрывает сюжетную арку оригинального Gundam, зрителей, как правило, в первую очередь интересует последний бой между главными героями, а всё остальное кажется лишним. Критик остался опечален окончанием арки, пусть основные персонажи и появились в дальнейшем в других работах франшизы (например, Mobile Suit Gundam: The Origin). Ключевая проблема Char’s Counterattack связана с тем, что стандартная для Gundam риторика добра и зла и оправдание сражения мешают понять истинный смысл фильма, который вдохновлён оригинальным сериалом, где Чар и Амуро не смогли разрешить свой конфликт. Зрителям придётся решать, кто прав. Темп сюжета становится непоследовательным, а хронометраж затянутым. Кроме того, есть проблема несоответствия реализму. Например, юная Квесс выпрыгивает из мобильного доспеха в космос без защитного костюма и шлема и залетает в кабину Чара. Этот странный запоминающийся момент ставит вопрос, почему безрассудный поступок не убил её. На сайте НАСА есть раздел «Спросите астрофизика», где утверждается, что «Если вы не пытаетесь задержать дыхание, то нахождение в космосе в течение полуминуты или около того вряд ли приведёт к необратимой травме». 
THEM Anime оценил на пять звёзд из пяти. По мнению рецензента, во время просмотра Char's Counterattack всё познаётся в сравнении — необходимо ознакомиться хотя бы с одним сериалом из основной временной шкалы. Фильм — воплощение Gundam: классическая космическая опера эпического масштаба, множество реалистичных персонажей, драма и боевик, даже больше, чем меха, которые сражаются, как рыцари прошлого. Главный герой, определяющий сюжет — Чар Азнабль. Он настолько убедителен и человечен, что зрители желают ему победы, несмотря на его зловещие планы. Чар поступает неверно, но борется за правое дело, вызывая больше сочувствия, чем кто-либо. Его речи пророческие, неудивительно, что отаку цитируют их по сей день. Чар — «рыцарь в сияющих доспехах», но не на той стороне. Амуро Рэй, хотя и прилично озвученный, не может соперничать с врагом. Тем не менее он серьёзный, благонамеренный и героический. Представлено много разных персонажей, иногда трудно уследить за всеми, особенно в момент яростных сражений в середине фильма. В некотором роде это шекспировское произведение — главные и второстепенные герои умирают толпами, лишь немногие достигают цели. На войне неважно, кто знаменит, а кто неизвестен, смерти всё равно. Одним людям такое кажется безликим, другим — жизненным. Есть что сказать — и о том, как в будущем поля сражений на Земле и в космосе могут стать «кладбищем потерянных». Фильм заставляет подумать об идеалах и убеждениях и задаться вопросом, действительно ли стоит за них держаться, когда они ведут к саморазрушению, как в случае Чара. Единственный персонаж, который не нравится рецензенту, — это Квесс Парайя c «бессердечным и убийственным характером, а также ужасным дизайном». Абсолютно детское невежество — она уничтожила корабль со своим отцом и сказала: «О, я могла бы кого-нибудь убить». Для неё война — игра, которая заканчивается собственной смертью. Что касается технических аспектов, то они вполне ожидаемы: высокое качество для конца 1980-х годов, достойные музыка и дизайн, хотя некоторые персонажи очень похожи друг на друга. Конец предстаёт слишком метафизическим: факт того, что истинная судьба двух героев осталась недосказанной, может взбесить американских зрителей, которые хотят завершённости. Но поскольку роли сыграны, больше ничего знать не нужно. Фильм можно смотреть повторно, невзирая на придирки к технике, положительные моменты перевешивают любые возражения. Char's Counterattack — захватывающий взгляд на суть Gundam: сага о человеческих эмоциях и опыте. Аудитория: для подростков и старше, многие персонажи умирают, но насилие в основном ограничено взрывами и уничтоженными роботами. Обязательно к просмотру поклонникам аниме и франшизы Gundam. Однако случайные зрители могут не понять главного, затушевать символизм и драматизм и в целом отвергнуть фильм как очередное произведение про гигантских роботов. Поэтому для них остаются три звезды. Рецензент рекомендовал к просмотру 0083 и 08th MS Team.